# إدوارد كانغوا
إدوارد كانغوا (بالإنجليزية: Edward Kangwa)‏ هو لاعب كرة قدم زامبي في مركز الهجوم، ولد في 21 يونيو 1977 في زامبيا. شارك مع منتخب زامبيا لكرة القدم. أما مع النوادي، فقد لعب مع أولمبياكوس نيقوسيا وبارتيزاني تيرانا وكينغداو جونون ونادي زاناكو.

## وصلات خارجية
- إدوارد كانغوا على موقع الاتحاد الدولي (مؤرشف)  (الإنجليزية)
- إدوارد كانغوا على موقع قاعدة بيانات كرة القدم.إي يو (الإنجليزية)
- إدوارد كانغوا على موقع ناشيونال فوتبول تيمز (الإنجليزية)